# Turanj (Sveti Filip i Jakov)

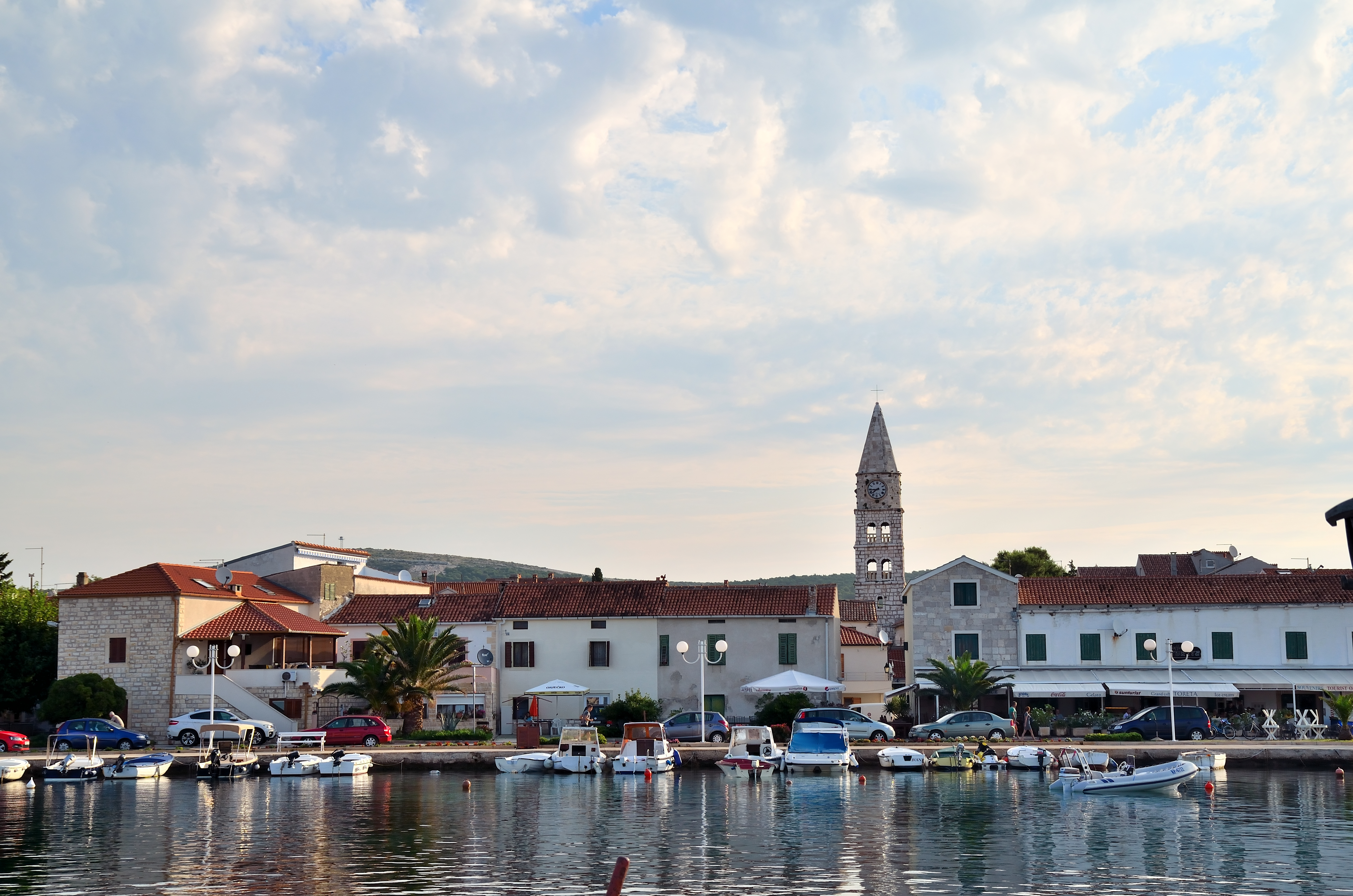
Turanj (2014)

Turanj ist ein Dorf in der Gespanschaft Zadar in Kroatien.
Turanj ist ein Ortsteil der Gemeinde Sveti Filip i Jakov, mit etwas mehr als 1200 Einwohnern. Es befindet sich am Kanal von Pašman. Die nächsten größeren Orte sind Zadar und Biograd na Moru.
Im Sommer ist Turanj vom Tourismus geprägt. Ein bedeutendes Reiseziel ist der auf einer Inselgruppe westlich vor der Küste gelegene Nationalpark Kornaten.
Die Besiedelung ist bereits in der Antike nachgewiesen, wie römische Grabfunde belegen. Der mittelalterliche Ort fiel türkischen Angriffen zum Opfer. Erhalten sind an historischen Bauwerken Reste der Festung, die mehrmals bei Kampfhandlungen gegen die Türken zerstörte und wieder aufgebaute Pfarrkirche wird erstmals im 15. Jahrhundert erwähnt. Im Innern der Kirche ist eine altkroatische Grabinschrift in glagolitischer Schrift aus dem 15. Jh. erhalten geblieben.
In der Nähe des Ortes liegt der „Schwarze Berg“. Von dort hat man eine gute Aussicht über Turanj bis hin nach Biograd.
Koordinaten: 43° 58′ N, 15° 25′ O